# Kulturhaus Bandelin

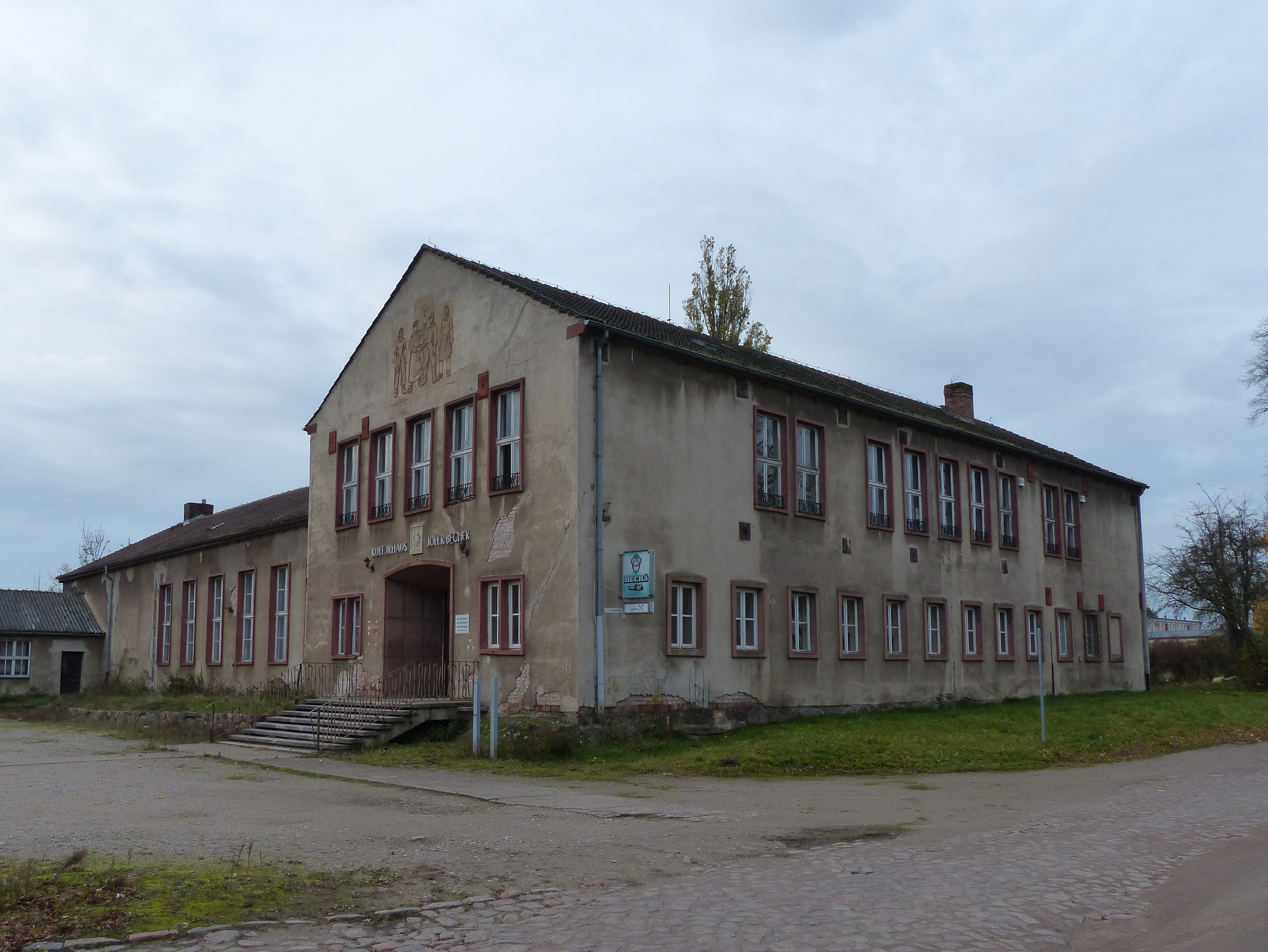
Kulturhaus Bandelin

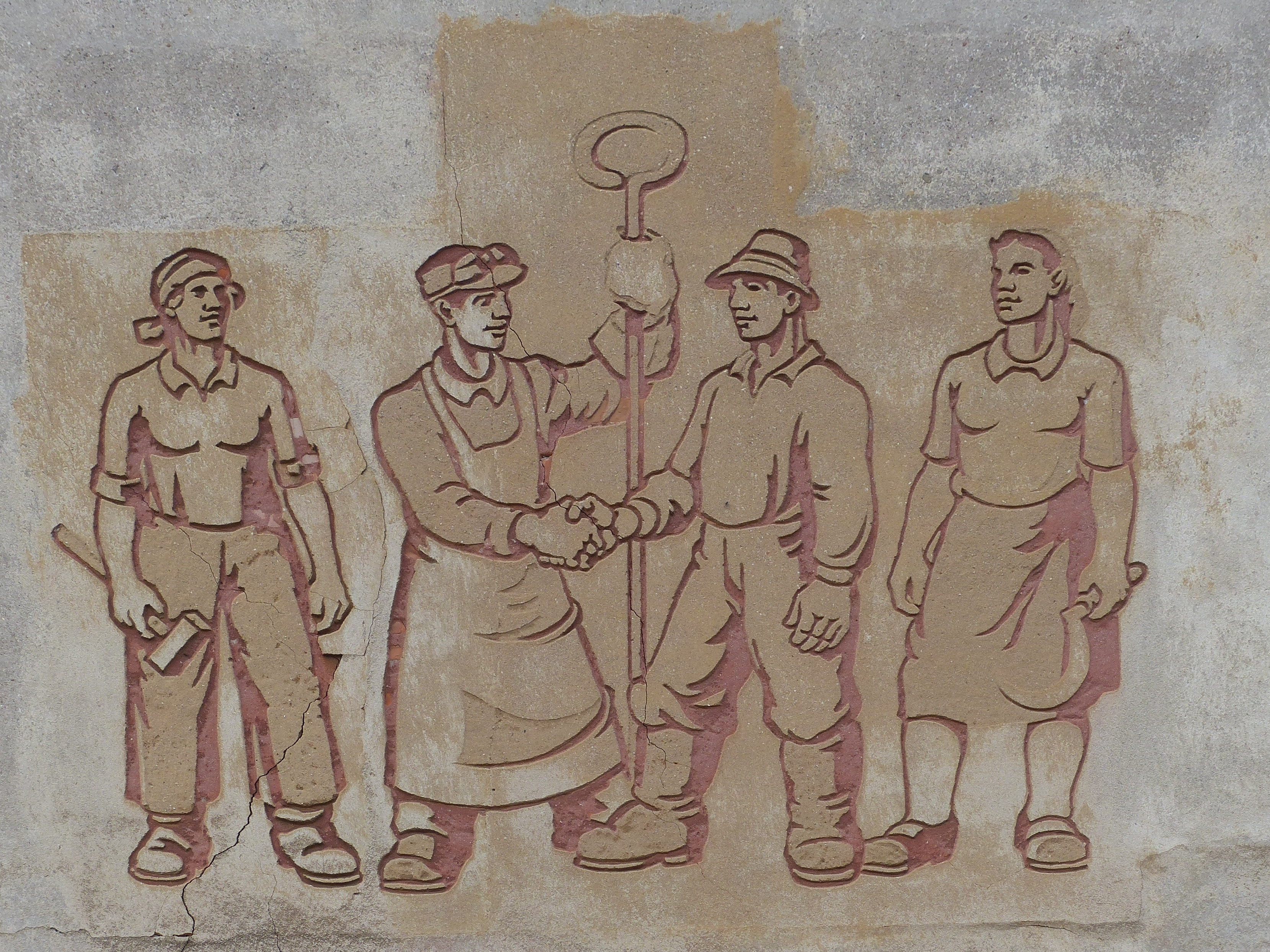
Relief in Sgraffito am Giebel

Das Kulturhaus Bandelin ist ein denkmalgeschütztes, zurzeit leerstehendes Veranstaltungsgebäude in Bandelin im Landkreis Vorpommern-Greifswald. Es wurde 1953 fertiggestellt und auf den Namen des damaligen Kulturministers und Schriftstellers Johannes R. Becher getauft, dessen Plakette noch am Eingang vorhanden ist. Er war persönlich bei der Einweihung am 1. November 1953 anwesend. Es war bis zur Wiedervereinigung das Kulturhaus des damaligen Kreises Greifswald.
Im ersten Fünfjahrplan der DDR wurde die Errichtung von Kulturhäusern im ländlichen Raum beschlossen. Die Grundlagen zum Aufbau hatte im Juni 1952 die II. Parteikonferenz der SED festgelegt. Im Auftrag der Regierung der DDR entstanden mehrere Kulturhäuser auf dem Lande, so auch in Murchin für den damaligen Kreis Anklam.
Das Kulturhaus wurde auf T-förmigem Grundriss als einfacher verputzter Ziegelbau ohne stilistische Elemente errichtet. Im Giebeldreieck über dem Haupteingang hatte man eine Figurengruppe mit der Darstellung der Verbundenheit von Arbeitern und Bauern in Sgraffitoputz eingearbeitet. Auch hier wurde bei der Darstellung Wert auf das Bündnis zwischen den Bauern und der Arbeiterklasse gelegt.
Im Hauptgebäude wurden im Erdgeschoss eine Gaststätte sowie ein Vestibül mit Eingangstreppe und Garderobe eingerichtet. Die Verwaltung, eine Bibliothek sowie Räume für Zirkel und Arbeitsgemeinschaften waren im Obergeschoss untergebracht. Der große Saal mit Bühne befindet sich im Querbau.
Nach der Wiedervereinigung wurde das Objekt der Gemeinde Bandelin übertragen, die aber später mit der Unterhaltung überfordert war. Die Gaststätte wurde aufgegeben, die sonstige Nutzung ging immer weiter zurück. Nur noch über Arbeitsbeschaffungsmaßnahmen wurde ein Rumpfbetrieb aufrechterhalten. Um 2010 wurden auch diese Maßnahmen eingestellt, seitdem ist das leerstehende Gebäude dem Verfall preisgegeben. Die Schäden werden immer offensichtlicher.
Am 5. September 2024 wurde das Kulturhaus bei einem Mindestgebot von 5.000 € für 20.000 € versteigert.